# Christian Heinrich Kersten

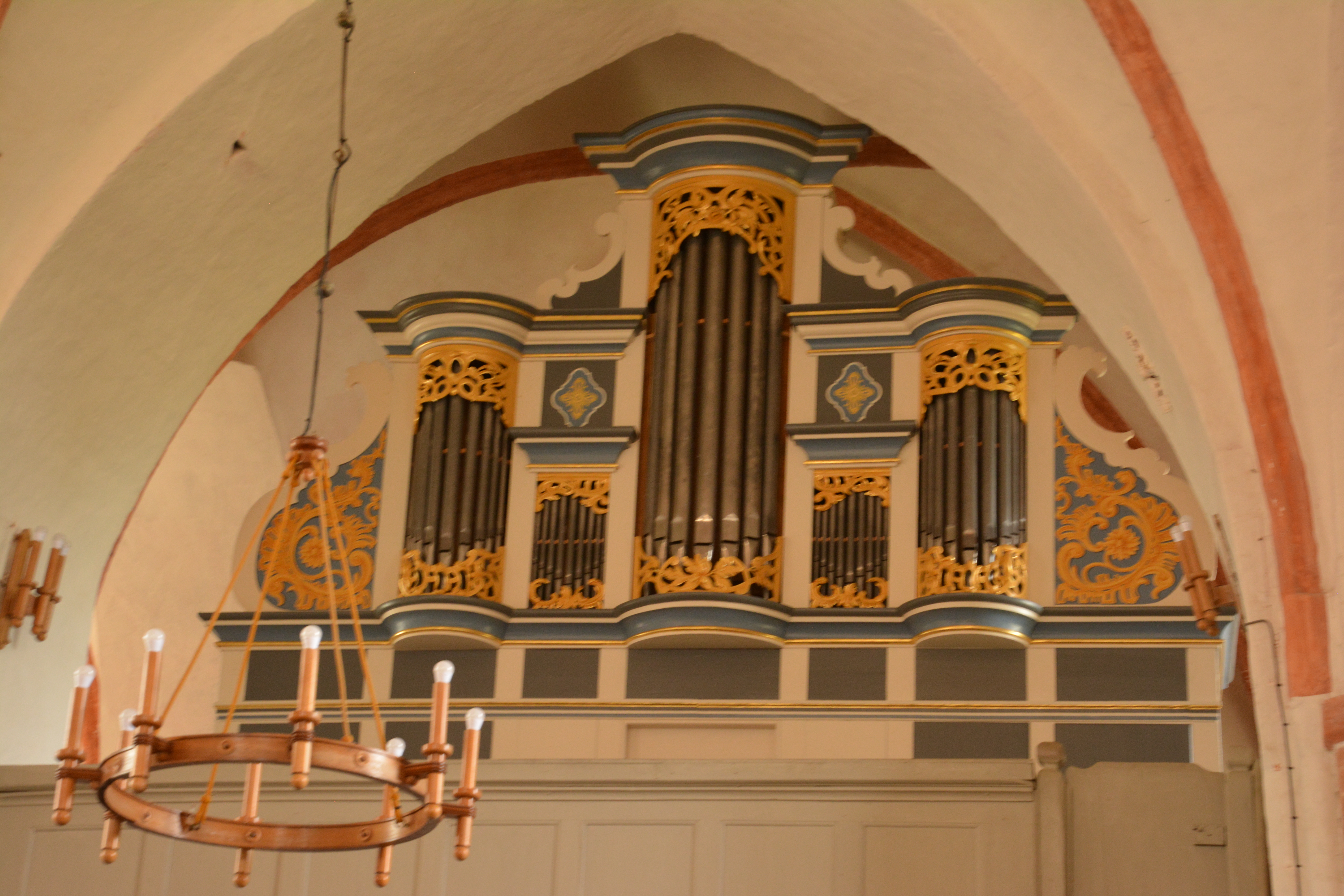
Orgel in Saal

Christian Heinrich Kersten (auch Christian Hinrich Kersten; * 1732 oder 1733; † 1. Juli 1799 in Rostock) war ein deutscher Orgelbauer in Rostock.

## Leben
Kerstens  Herkunft ist unbekannt. Er war wahrscheinlich ein Schüler des Orgelbauers Paul Schmidt in Rostock, da sein Orgelbaustil große Ähnlichkeit mit dessen Werken hatte.
Von 1766 ist eine erste Arbeit als Orgelbauer bekannt. 1788 stellte er einen Antrag für die Pflege aller Rostocker Orgeln, der vom Magistrat jedoch abgelehnt (oder bewilligt ??) wurde.

## Werke (Auswahl)
Von Christian Heinrich Kersten sind sieben Orgelneubauten, einige Reparaturen, eine Umsetzung und zwei Neubauangebote in der Umgebung von Rostock bekannt. Erhalten sind die Orgeln in Bad Sülze, Saal und Belitz, sowie der Prospekt in Jesendorf.
| Jahr       | Ort              | Gebäude                | Bild | Manuale | Register | Bemerkungen |
| ---------- | ---------------- | ---------------------- | ---- | ------- | -------- | --- |
| vor 1772   | Diekhof          | Schlosskapelle         |      | I       | 4        | nicht erhalten                                                                                                   |
| 1772–1775  | Sülze            | Stadtkirche            |      | I/P     | 15       | umgebaut erhalten                                                                                                |
| 1780       | Jesendorf        | Dorfkirche             |      | I/P     | 7        | Prospekt erhalten, darin 2000 neues Werk von Karl Lötzerich (I/P, 5, von 1972)                                   |
| 1780       | Saal, Vorpommern | Dorfkirche             |      | II/P    | 14       | mehrere Umbauten und Umdisponierungen, 2004 Rekonstruktion der Kersten-Orgel durch Schuke                        |
| 1784       | Neubukow         | Stadtkirche            |      | I/P     | 10       | nicht erhalten                                                                                                   |
| 1784, 1786 | Belitz           | Dorfkirche             |      | I/P     | 15       | 1784 10 Register ohne Pedal, 1786 fünf Pedalregister, 1858 zweites Manual auf 18 Register durch Winzer, erhalten |
| 1790       | Ribnitz          | Stadtkirche St. Marien |      | II/P    | 20       | nicht erhalten                                                                                                   |

Weitere Arbeiten
| Jahr       | Ort          | Gebäude     | Bild | Manuale | Register | Bemerkungen                                                   |
| ---------- | ------------ | ----------- | ---- | ------- | -------- | ------------------------------------------------------------- |
| 1766       | Toitenwinkel | Dorfkirche  |      |         |          | Reparaturen, erste bekannte Arbeit                            |
| 1783       | Toitenwinkel | Dorfkirche  |      |         |          | Neubau-Angebot, nicht angenommen                              |
| 1788       | Sternberg    | Stadtkirche |      |         |          | Neubau-Angebot, nicht angenommen                              |
| 1790, 1795 | Kessin       | Dorfkirche  |      |         |          | Reparaturen                                                   |
| 1795       | Warnkenhagen | Dorfkirche  |      | I       | 5        | Umsetzung einer kleinen Interimsorgel aus Rostock, St. Marien |